# Лобаце (аэропорт)
Аэропорт Лобаце (ИКАО: FBLO) — это частный аэропорт, который находится в Лобаце, Ботсвана.